# Erich Benz
Erich Benz (* 7. November 1915; † 2000 in Karlsruhe) war ein deutscher Fußballspieler.

## Sportlicher Werdegang
Benz gehörte von 1934 bis 1951 dem Karlsruher FV als Stürmer an und kam von 1934 bis 1941 in der Gauliga Baden, eine von zunächst 16, später auf 23 aufgestockten Gauligen zur Zeit des Nationalsozialismus als einheitlich höchste Spielklasse im Deutschen Reich, zum Einsatz, wobei er eine Saison lang, 1937/38, – abstiegsbedingt – in der seinerzeit zweitklassigen Bezirksliga Mittelbaden III in der Gruppe Nord aktiv war.
Von 1941 bis 1943 – erneut zweitklassig – war er mit seinem Verein in der 1. Kreisklasse Karlsruhe vertreten, bevor er ein letztes Mal in der Gauliga Baden, in der Gruppe Mittelbaden, agierte.
Nach dem Ende des Zweiten Weltkriegs und der Schaffung der Oberliga Süd, neben der Oberliga Südwest und der Stadtliga Berlin eine von drei Oberligen mit Saisonstart 1945/46, war er mit seiner Mannschaft bis zum Ende der Folgesaison in dieser vertreten; in seine zweiten Oberligasaison bestritt er 25 Punktspiele. In einem Teilnehmerfeld von 20 Mannschaften belegte seine Mannschaft den 19. Platz und stieg in die Gruppe Süd der Landesliga Nordbaden 1947/48 ab und aus dieser in die Bezirksklasse Nordbaden III. Als Nordbadischer Bezirksmeister stieg er mit seinem Verein letztmalig auf – in die neugeschaffene 1. Amateurliga Nordbaden. Als Zweitplatzierter, zwei Punkte hinter dem ASV Feudenheim, der letztendlich in die 2. Oberliga Süd aufstieg, nahm er mit seiner Mannschaft 1951 an der ersten Austragung der Deutschen Amateurmeisterschaft teil. Vom 3. bis 24. Juni wurden in der Vorrunde, im Viertel- und Halbfinale die Mannschaften des FC 08 Villingen, des VfL Sindelfingen und des SSV Troisdorf 05 mit 3:2, 2:0 und 3:1 bezwungen. Das am 30. Juni im Olympiastadion Berlin gegen den ATSV Bremen 1860 vor 70.000 Zuschauern ausgetragene Finale wurde mit 2:3 verloren. Mit diesem Spiel bestritt er sein 1.100. und letztes Pflichtspiel für den Karlsruher FV.

## Erfolge
- Finalist Deutsche Amateurmeisterschaft 1951
- Meister Bezirksklasse Nordbaden III 1950 und Aufstieg in die 1. Amateurliga Nordbaden
- Meister Bezirksliga Mittelbaden III, Gruppe Nord 1938 und Aufstieg in die Gauliga Baden